# William Watson (1832-1912)
Pour les articles homonymes, voir William Watson et Watson.
William Watson est un botaniste britannique, né en 1832 et mort en 1912.

## Source
- (en) Harvard University Herbaria